# Rivière MacDonald (rivière Métabetchouane)
Pour les articles homonymes, voir MacDonald.
La rivière MacDonald est un affluent de la rive est de la rivière Métabetchouane, coulant dans les municipalités de Métabetchouan–Lac-à-la-Croix et Desbiens (Québec), dans la municipalité régionale de comté (MRC) du Lac-Saint-Jean-Est, dans la région administrative de Saguenay–Lac-Saint-Jean, dans la province de Québec, au Canada.
L'agriculture constitue la principale activité économique de cette zone ; les activités récréotouristiques, en second. 
La surface de la rivière MacDonald (sauf les zones de rapides) est habituellement gelée de la fin novembre au début avril, toutefois la circulation sécuritaire sur la glace se fait généralement de la mi-décembre à la fin mars.

## Géographie
Les principaux bassins versants voisins de la rivière MacDonald sont du côté nord le lac Saint-Jean, du côté est la  rivière Couchepaganiche et la Belle Rivière, du côté sud la rivière Métabetchouane, la rivière L'Abbé, et la rivière à la Carpe et du côté ouest la rivière Métabetchouane.
La rivière MacDonald prend sa source à la confluence de deux ruisseaux agricoles et forestiers, située à l'ouest du chemin du 4e rang de Métabetchouan–Lac-à-la-Croix.
À partir de sa source, le cours de la rivière MacDonald descend sur 8,0 km, avec une dénivellation de 69 m. Elle débute par une section de 4,1 km vers le nord-ouest, puis vers l'ouest, jusqu'à un ruisseau. Ensuite elle coule 3,9 km vers l'ouest en passant au sud du village de Desbiens, jusqu’à son embouchure, située sur la rive est du havre de Métabetchouane lequel est traversé vers le nord par la rivière Métabetchouane.
À partir de la confluence de la rivière MacDonald, le courant travers sur 0,8 km vers le nord-ouest le havre de Métabetchouane, jusqu’à la rive sud du lac Saint-Jean ; de là, le courant traverse ce dernier sur 22,8 km vers le nord-est, puis emprunte le cours de la rivière Saguenay via la Petite Décharge sur 172,3 km jusqu’à Tadoussac où il conflue avec l’estuaire du Saint-Laurent.

## Toponymie
Le toponyme «rivière MacDonald» a été officialisé le 5 décembre 1968 à la Banque des noms de lieux de la Commission de toponymie du Québec.